# Хякки яко

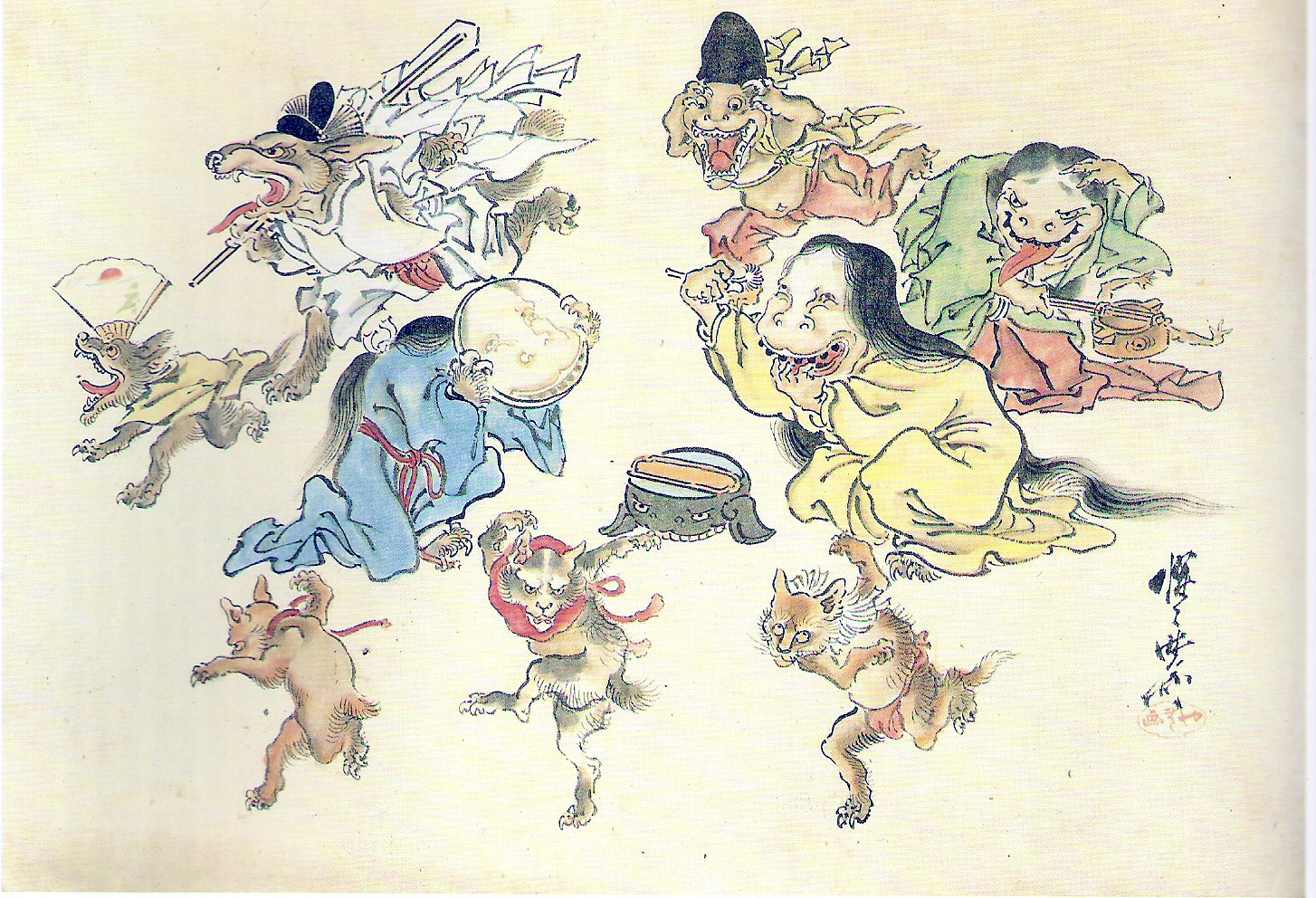
Хякки яко (иллюстрация Каванабэ Кёсая, из коллекции Британского музея)

Хякки яко (яп. 百鬼夜行 хякки ягё:, хякки яко:) — «ночной парад ста духов», «ночное шествие сотни демонов» — японское поверье, связанное с представлениями о чертях, духах и демонах (ёкай), которые ежегодно проходят летними ночами (особенно в августе) по улицам человеческих поселений, исчезая с рассветом. Любой, кто столкнётся с процессией, не имея духовной защиты, умрёт.